# Independencia

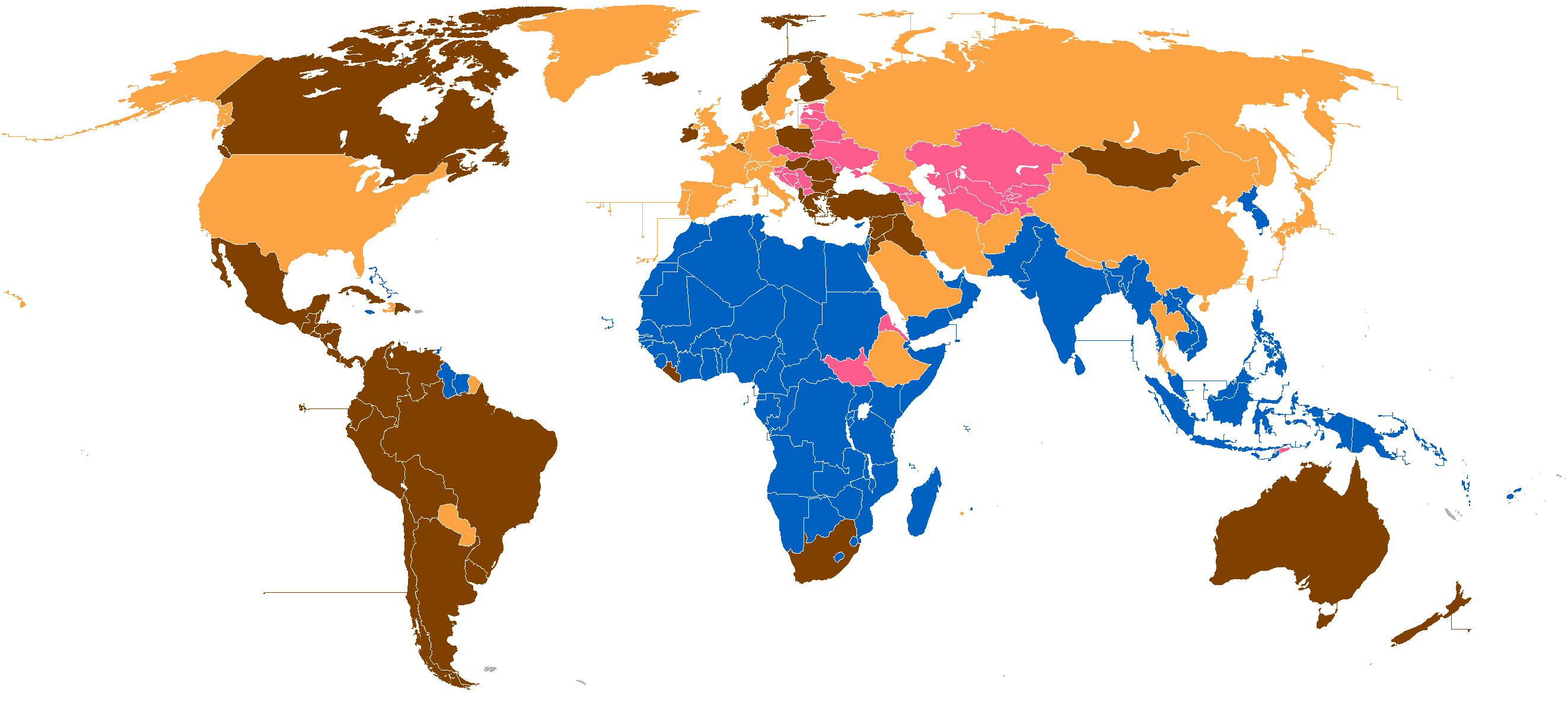
Antes de 1812
De 1812 a 1945
De 1945 a 1990
Después de 1990

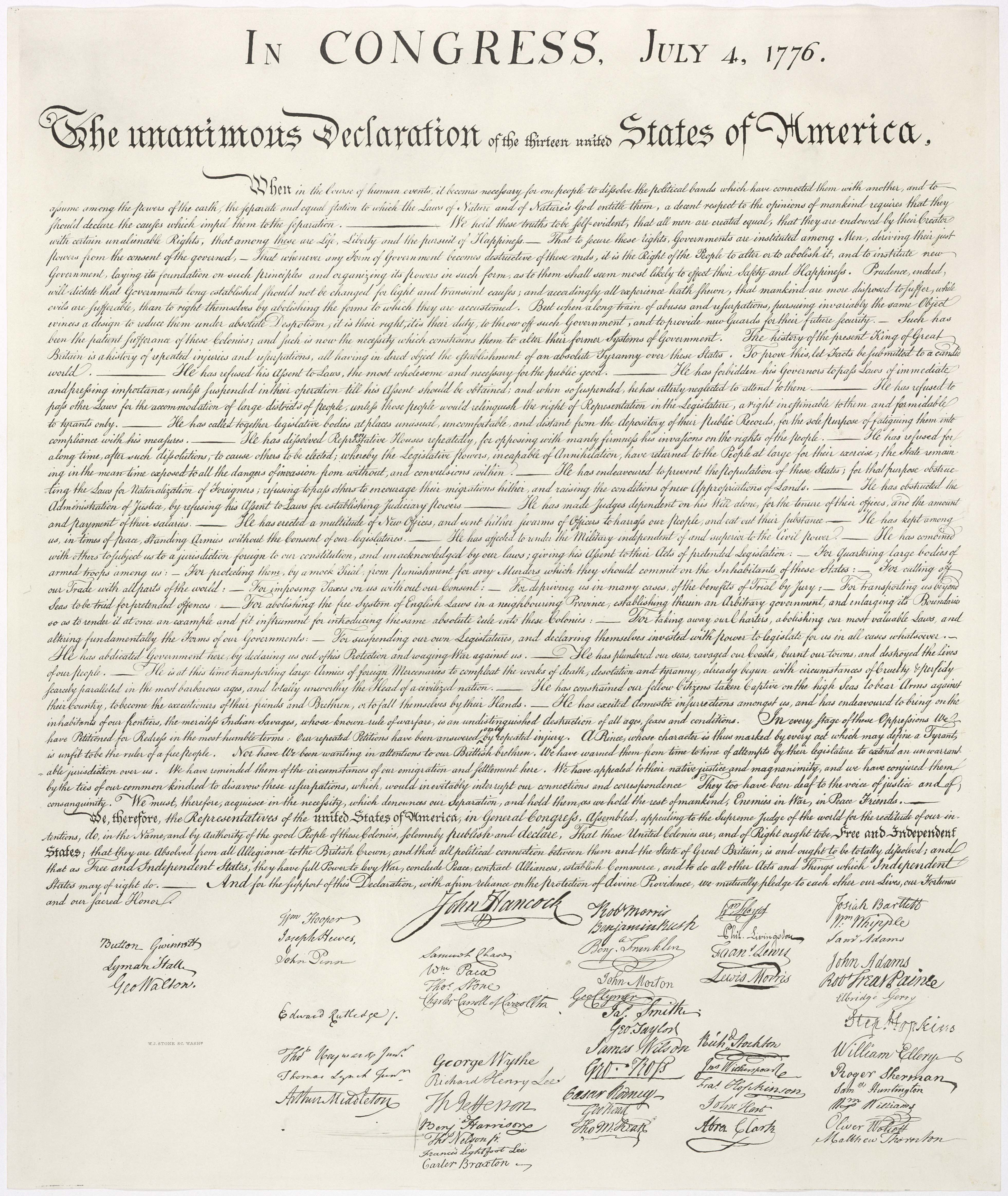
La Declaración de Independencia de los Estados Unidos de América introdujo en la cultura universal el concepto político de independencia

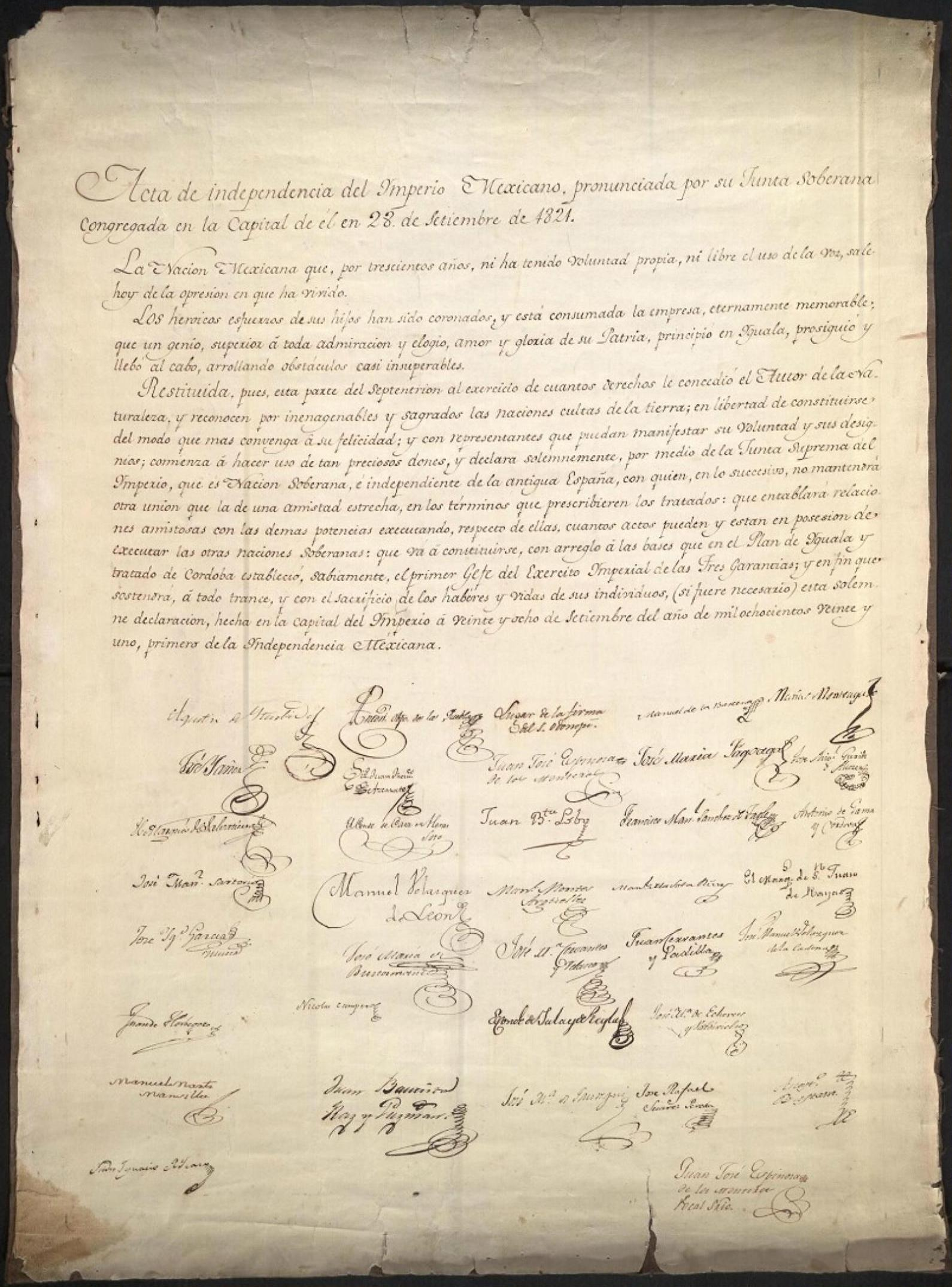
El Acta de Independencia del Imperio Mexicano.

En política, el término independencia se refiere a la libertad o no dependencia, especialmente de un Estado, que no es tributario o subordinado de otro Estado.

## Descripción

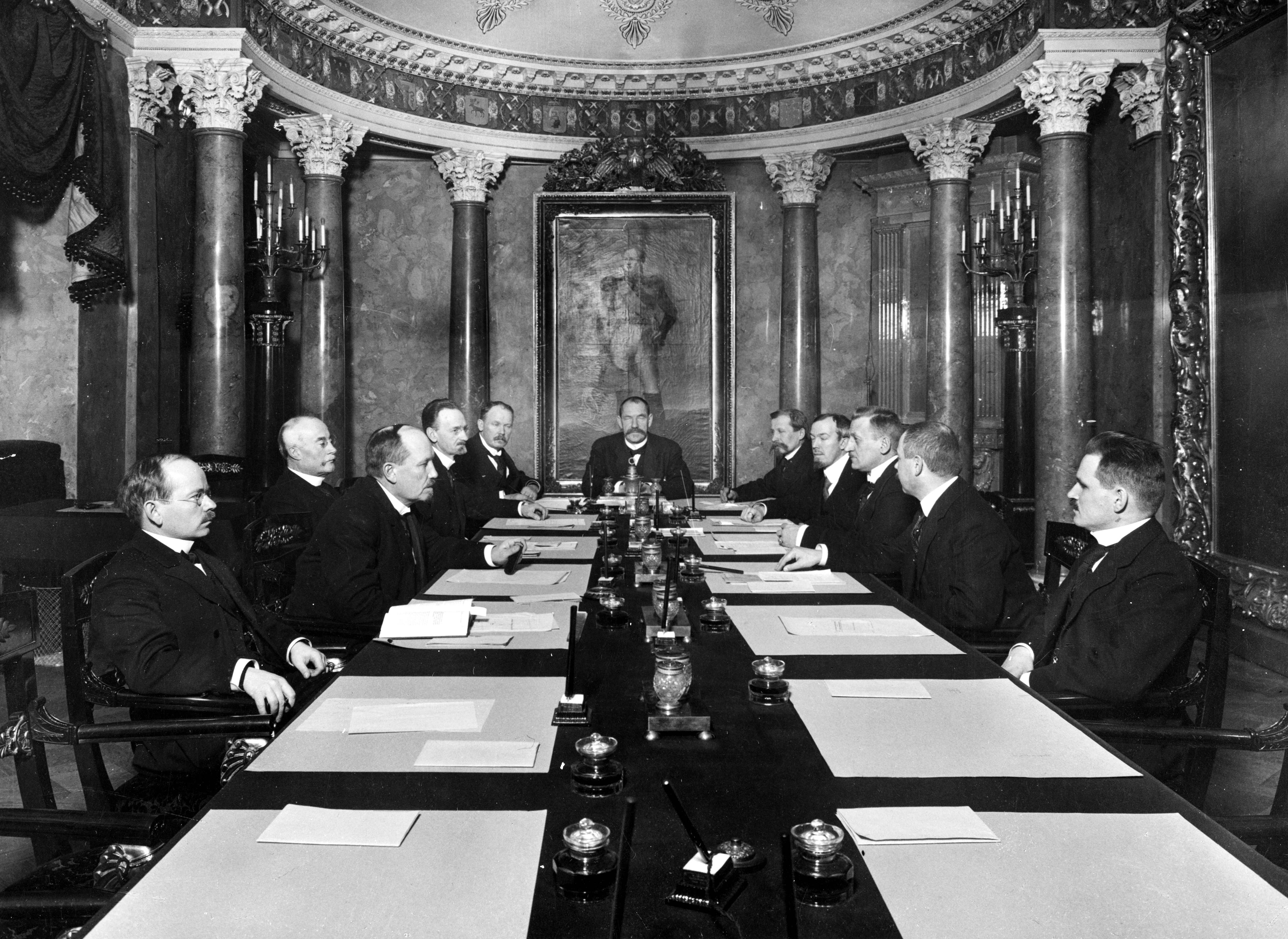
El Senado finlandés de 1917, el primer ministro P. E. Svinhufvud en la cabecera de la mesa. El Senado declaró a Finlandia independiente el 4 de diciembre de 1917 y fue confirmada por el parlamento finlandés el 6 de diciembre de 1917.

Como concepto político apareció con la Declaración de Independencia de los Estados Unidos en 1776 como respuesta al colonialismo europeo, y se extendió con el Acta de Independencia de Haití (1804) tras la Revolución haitiana (1791-1804) y las declaraciones de independencia de los países hispanoamericanos dependientes del Imperio español en las guerras de independencia hispanoamericanas (1809-1829). Más adelante el concepto se relacionó estrechamente con el principio de no intervención y el derecho de autodeterminación de los pueblos del mundo.[cita requerida]
La independencia se distingue de la autonomía. La autonomía es un régimen de descentralización del poder, en el cual, ciertos territorios o comunidades integrantes de un país gozan de algunas facultades ejecutivas, legislativas y judiciales, en ciertas materias o competencias, que quedan así fuera del alcance del gobierno central.[cita requerida]
Actualmente el país independiente más joven es Sudán del Sur, el cual logró su independencia de Sudán en 2011.